# Abstinencia de cocaína
La abstinencia de cocaína ocurre cuando una persona que consume cocaína deja de consumirla. También puede ocurrir cuando una persona que consume mucha cocaína comienza a consumir menos cocaína de lo normal.
La cocaína es un poderoso estimulante.

## Efectos secundarios de la cocaína
Los efectos secundarios más peligrosos de la cocaína incluyen:
- Aumento de la temperatura corporal (fiebre alta)
- Frecuencia cardíaca irregular o frecuencia cardíaca rápida
- Presión arterial alta
- Aumento del riesgo de ataque cardíaco
- Derrames cerebrales
- Muerte súbita por paro cardíaco
- Agresión repentina
- Paranoia súbita muy grave
- Sentir, ver u oír cosas que realmente no están ahí (alucinaciones), incluyendo la sensación de que hay insectos debajo de la piel (esto se llama formulación o chinches de la coca).

## Efectos de la abstinencia de la cocaína
Después de consumir cocaína regularmente, la gran mayoría de consumidores se vuelven adictos. Cuando una persona que está acostumbrada a consumir cocaína se detiene de inmediato, pasará por lo que se llama un "choque", junto con muchos otros síntomas de abstinencia de cocaína, como:
● Gases y burbujeos estomacales, flatulencias.
● Inquietud.
● Oleadas de calor y frío.
● Psicosis
● Estiramiento (muy frecuente)
●  Somnolencia
●  Secreción nasal
- Paranoia
- Depresión
- Agotamiento (sentirse muy cansado)
- Ansiedad
- Comezón
- Cambios de humor (cambios rápidos en las emociones)
- Irritabilidad (sentirse molesto fácilmente)
- Fatiga (sentirse cansado)
- Insomnio (problemas para dormir)
- 'Craving' (Un deseo muy fuerte de más cocaína)
- Náuseas y vómitos.

Algunos consumidores de cocaína, también, reportan tener síntomas similares a los de los pacientes con esquizofrenia y sienten que su mente está perdida. Algunos usuarios, también, informan de formulaciones: sentir como si tuvieran algo que se arrastra sobre la piel (también llamadas "chinches de la coca"). Estos síntomas pueden durar semanas o, en algunos casos, meses.
Incluso después de que la mayoría de los síntomas de abstinencia desaparecen, la mayoría de los consumidores sienten que necesitan seguir consumiendo cocaína. Esta sensación, puede durar años y puede ser usada durante momentos de estrés. Alrededor del 30-40 % de los adictos a la cocaína comienzan a consumir otros tipos de drogas o alcohol después de dejar su consumo.

## Tratamiento

### Terapia
Los programas de doce pasos como Cocaína Anónima (inspirados en Alcohólicos Anónimos y Narcóticos Anónimos) han sido ampliamente utilizados para ayudar a las personas adictas a la cocaína. La terapia cognitiva conductual (TCC) y la terapia motivacional (TA) han demostrado ser más útiles que los programas de 12 pasos en el tratamiento de la dependencia de cocaína. Sin embargo, ambos enfoques tienen una tasa de éxito bastante baja.
Se ha investigado la ibogaína como tratamiento para la dependencia de cocaína. Se usa en clínicas en México, los Países Bajos y Canadá, pero no se puede usar legalmente en los Estados Unidos.
Se han estudiado tratamientos no farmacológicos como la acupuntura[12][12][./Cocaine_withdrawal#cite_note-Margolin-12 [12]] y la hipnosis. Sin embargo, los estudios no han mostrado claramente que estas técnicas ayuden con la abstinencia de cocaína.
La adicción a la cocaína sigue siendo la segunda más difícil de controlar, después de la adicción a la heroína.

### Medicamentos
Los medicamentos que se han estudiado para tratar la abstinencia de cocaína incluyen acetilcisteína, baclofeno, bupropión, vanoxerina y vigabatrina.
Kim Janda ha estado trabajando durante años en una vacuna que trataría los trastornos del consumo de cocaína.
El antidepresivo desipramina[26][26][./Cocaine_withdrawal#cite_note-26 [26]], y los estimulantes metilfenidato y pemolina, se han utilizado para tratar la dependencia de cocaína en personas que también padecen una enfermedad mental.
Se han utilizado varios medicamentos para tratar la abstinencia y los antojos de cocaína:
- El medicamento anticonvulsivo carbamazepina (Tegretol);[29]
- Medicamentos que aumentan la cantidad de dopamina en el cerebro, como L-DOPA/carbidopa[30]
- Aminoácidos[31]
- Tirosina[31]
- Triptófano[31]

Finalmente, las drogas han sido usadas para causar una "reacción de aversión" (una reacción muy mala) cuando se administran con cocaína. El más común de estos medicamentos es la fenelzina.

### Tratamientos basados en recompensas
El 14 de febrero de 2011, dos psicólogos suizos publicaron dos años de investigación sobre la adicción a la cocaína. Hallaron que los adictos que jugaban tenían menos probabilidades de consumir cocaína o de recaer en ella. Creen que el juego puede reorientar el "centro de recompensa" del cerebro de la cocaína al juego. Dijeron que la psicoterapia debería usarse junto con el juego. Se están realizando más investigaciones sobre las tasas de recaída a largo plazo (el número de personas que finalmente comienzan a consumir cocaína de nuevo).
Sin embargo, un estudio más reciente analizó la gestión de contingencias basada en premios: un método de tratamiento que ofrece a los adictos la posibilidad de ganar premios si no consumen cocaína. Este estudio encontró que el manejo de contingencia basado en premios ayudaba a los adictos a la cocaína a mantenerse alejados de la cocaína, hayan o no apostado recientemente. Esto sugiere que es la posibilidad de una recompensa, no el juego en sí, lo que ayuda a los adictos a la cocaína a mantenerse alejados de esta sustancia.